# Departamento Rancul
Rancul es un departamento, ubicado al noroeste  de la provincia de La Pampa en Argentina.
El pueblo posee alrededor de siete por quince manzanas pobladas y un gran campo a su alrededor del cual se nutre el pueblo, ya que la mayoría de sus habitantes trabajan o poseen los campos próximos.

## Gobiernos locales
Su territorio se divide entre:
- Municipio de Rancul
- Municipio de Parera (parte de su zona rural está en el departamento Realicó)
- Municipio de Caleufú (parte de su zona rural está en el departamento Trenel)
- Municipio de La Maruja (parte de su zona rural está en el departamento Conhelo)
- Comisión de fomento de Quetrequén
- Comisión de fomento de Pichi Huinca
- Zona rural del municipio de Ingeniero Luiggi (el resto se extiende por los departamentos Trenel y Realicó)

## Demografía
El departamento contó con 1133 habitantes (Indec, 2022), lo que representó un incremento del 4.4% frente a los 10 668 habitantes (Indec, 2010) del censo anterior.  